# 松江寛人
松江 寛人（まつえ ひろと、1936年 - ）は、日本の医学者。
1962年千葉大学医学部卒業後、国立がんセンター病院に38年間勤務し、がんの治療、診断、研究に従事。元米国タフツ大学放射線科客員教授。
定年退職後の2001年8月、東京銀座に「がん総合相談センター」を開設。がん治療に不安や悩みを抱える患者や家族に対しセカンド・オピニオンを提供する新しい医療サービスを行う。